# Teatro Nuovo Gian Carlo Menotti
Il Teatro Nuovo Gian Carlo Menotti è un teatro all'italiana che si trova a Spoleto; dal 1947 è una delle sedi dell'attività del Teatro lirico sperimentale e, dal 1958, del Festival dei Due Mondi.
Inaugurato nel 1864 su progetto di Ireneo Aleandri, è stato sottoposto a successive ristrutturazioni nel corso dei decenni. La sua capienza effettiva è di 772 posti; la sala è a ferro di cavallo con quattro ordini di palchi ed un loggione. Il boccascena misura 12 metri, mentre la larghezza del palcoscenico è di 25 metri.

## Storia

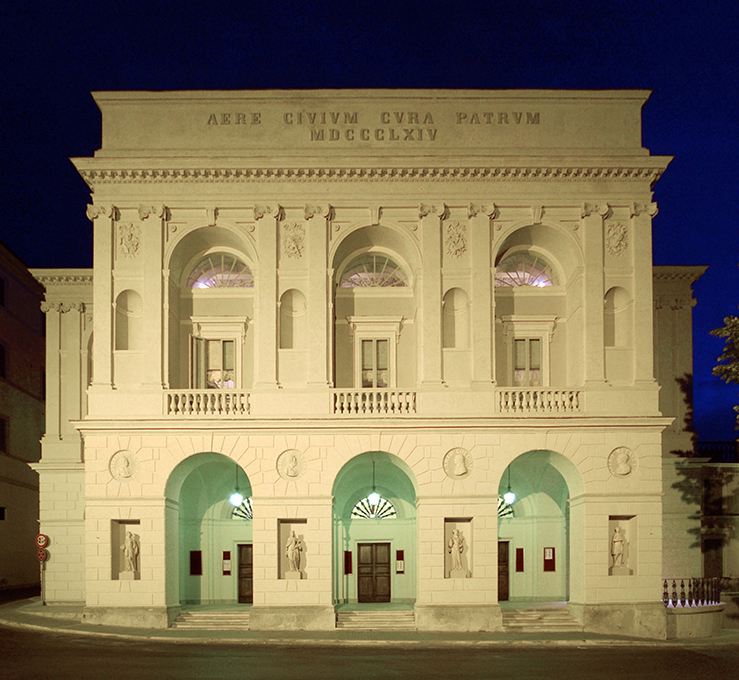
Vista notturna della facciata

Il teatro venne inaugurato il 7 agosto del 1864. La sua costruzione fu fortemente voluta dalla borghesia spoletina, che riteneva l'altro teatro all'italiana cittadino esistente (l'attuale Teatro Caio Melisso) troppo piccolo ed obsoleto per l'epoca. I lavori furono in gran parte finanziati da Filippo Marignoli, mentre la progettazione fu affidata all'ingegnere del comune, il marchigiano Ireneo Aleandri. Per creare lo spazio necessario nel centro storico, nel 1853 furono demoliti una chiesa ed un monastero dedicati a S. Andrea.
Le decorazioni vennero curate dall'artista romano Luigi Masella. Il sipario storico (restaurato nel 2024 grazie alla donazione di Agrieuro srl e il finanziamento del Comune di Spoleto) fu dipinto da Francesco Coghetti; rappresenta l'avvenimento storico di Annibale sconfitto sotto le mura di Spoleto dai cittadini che gettarono olio bollente dalla torre difensiva poi riedificata e denominata Torre dell'olio.

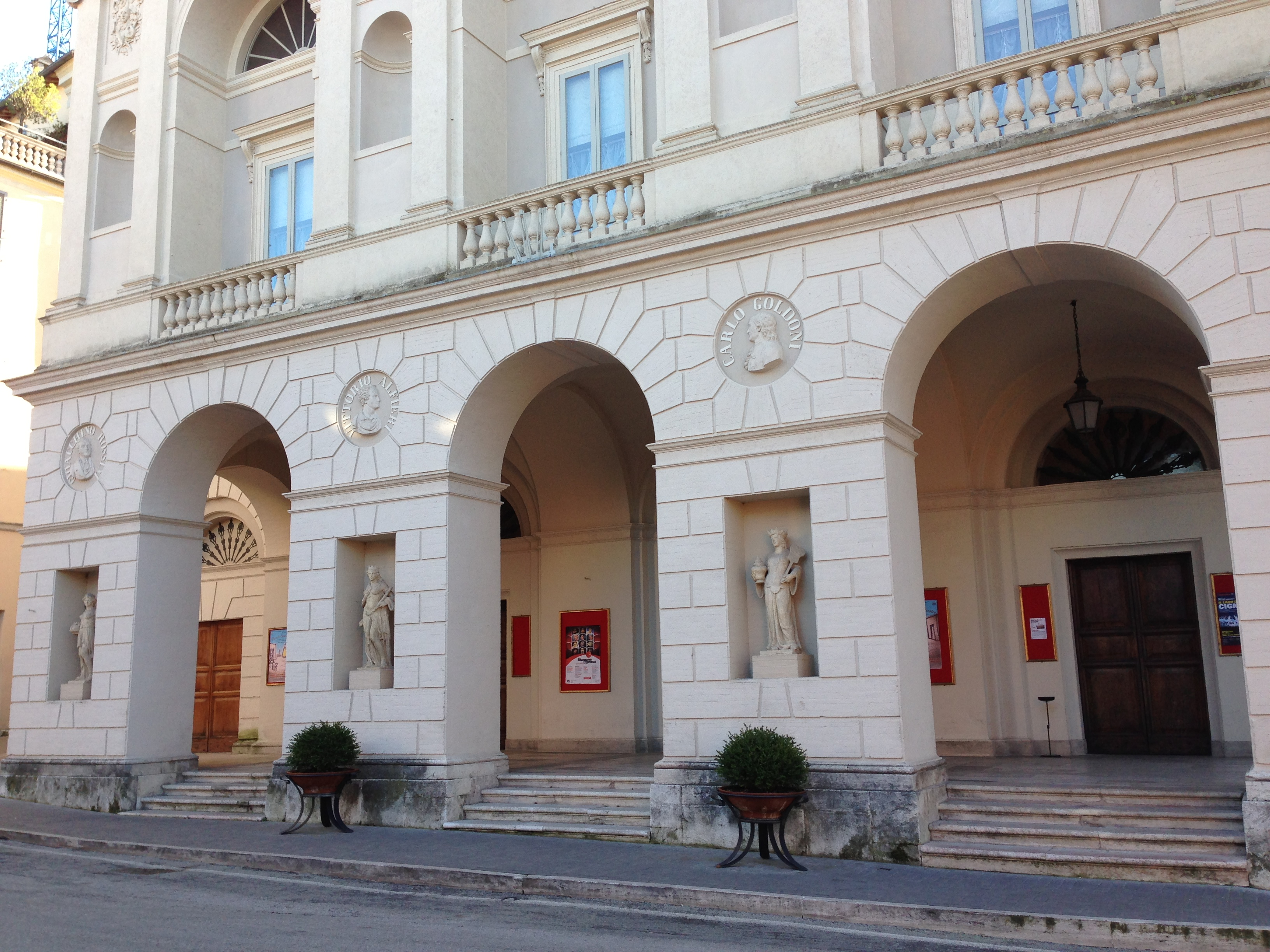
Ingresso del teatro

Nella seconda metà degli anni novanta iniziò l'opera di restauro: l'intera struttura fu interessata da lavori di rifacimento della copertura, di adeguamento alle norme di sicurezza, di rinnovamento di tutti gli impianti tecnici e del completo restauro delle decorazioni. L'adeguamento alle normative in materia di sicurezza imponeva d'innalzare i parapetti originali dei palchi; sopra di essi, per evitare di compromettere la straordinaria acustica del teatro, vennero montate sbarre in ottone, decisamente poco invasive sia sotto l'aspetto estetico che acustico. 
L'ultima fase dei lavori comportò la sospensione di qualsiasi attività per circa tre anni. 

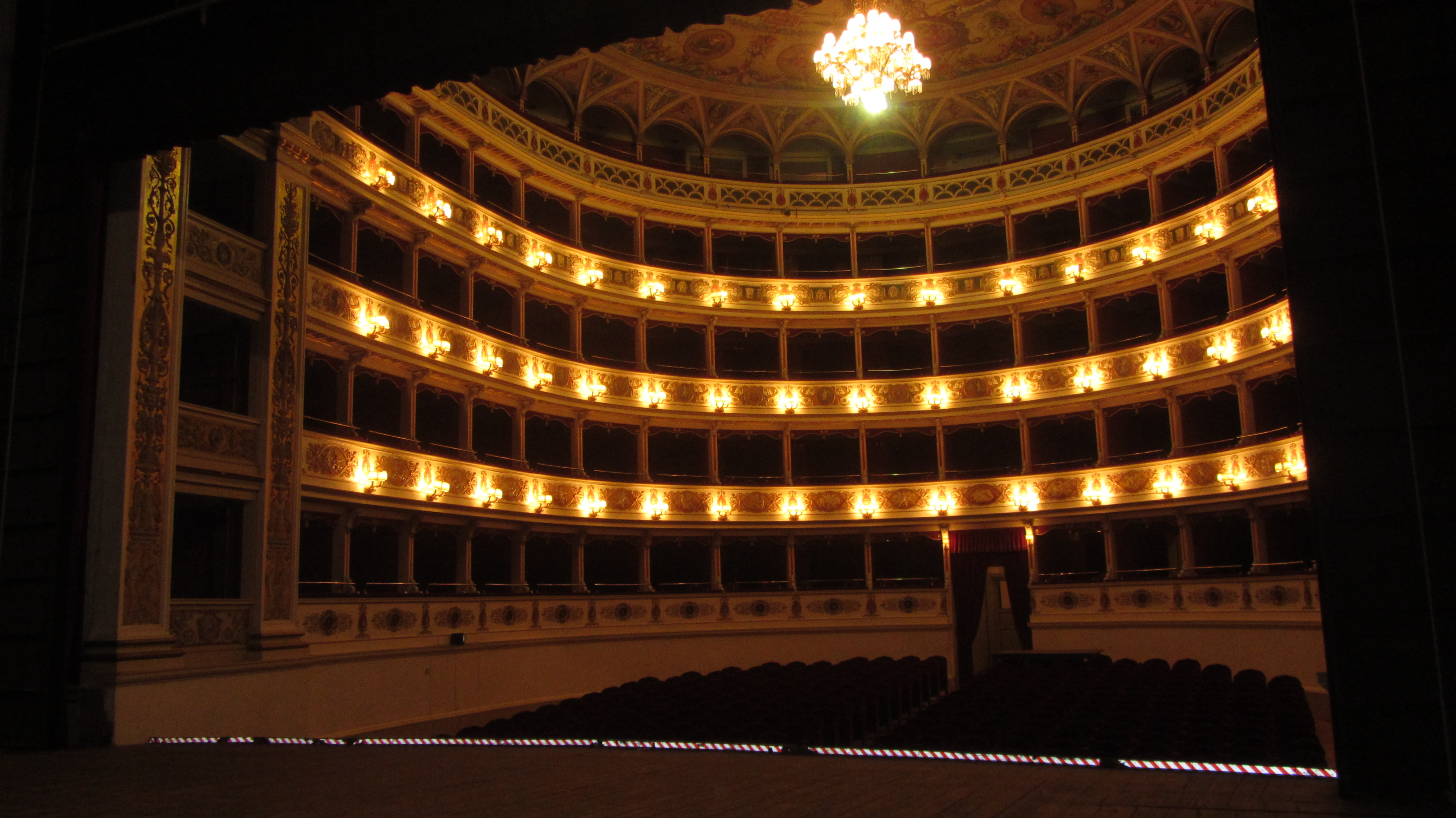
Veduta interna della sala dal palcoscenico

Il teatro venne restituito alla cittadinanza nel 2007
Nel 2010 venne ribattezzato in Teatro Nuovo Gian Carlo Menotti, in memoria del maestro Gian Carlo Menotti, fondatore e direttore artistico del Festival dei Due Mondi.

## Accessibilità
Dal giugno 2016 il teatro è collegato al sistema di mobilità alternativa della città che, tramite ascensori e tapis roulant sotterranei, rende comodamente raggiungibile il parcheggio della Posterna.

## Eventi
Una lapide apposta nel foyer, riporta che il 13 agosto 1939 in questo teatro il tenore Beniamino Gigli celebrò il proprio XXV anno di carriera cantando in una rappresentazione dell'opera Lucia di Lammermoor.
Dal 1947 vi si svolge annualmente la Stagione del Teatro lirico sperimentale "Adriano Belli", a carattere nazionale. Dal 1958 è altresì sede degli spettacoli di rilevanza internazionale del Festival dei Due Mondi.
Viene inoltre utilizzato per ospitare le stagioni di prosa del Teatro Stabile dell'Umbria.